# Comandante Andresito
Comandante Andresito – miasto w Argentynie, w prowincji Misiones, w departamencie General Manuel Belgrano.
Według danych szacunkowych na rok 2010 miejscowość liczyła 11 482 mieszkańców.